# جنتو (مدير ملفات)
جِنتو (بالإنجليزية: gentoo)‏ هو مدير ملفات قائم على الأوامر ‏، حُرّ (ذُو رُخصةٍ حُرَّة) لأنظمة لينكس وأشباه يونكس كتبه إيمِل برِنك (بالإنجليزية: Emil Brink)‏. يستخدم رُخصة جنو العُموميَّة.
كُتِبَ جنتو بِلُغة سي باستخدام حُزمة الأدوات جتك+، تشمل الميزات البارزة في جنتو إمكانيَّة التكوين الرُسومي للبرنامج، وكتابة (إنشاء) الملفات ونظام تصميمها. يُمكن أن يعرض البرنامج الملفات على شكل لوحة مُزدوجة، وهذا يُشبه أدوات قديمة عديدة مِثل توتال كومندر أو نورتن كوماندر.

## الاسم
يُشير اسم البرمجيَّة «جنتو» إلى بطاريق جنتو، وعلى الرغم من تشابه الاسم مع توزيعة جنتو لينكس، إلَّا أنَّهُ لا توجد علاقة لِمُدير الملفات بالتوزيعة، وفي الأصل اعتمد مُدير الملفات «جنتو» الاسم أوَّلًا.